# Ethel Schwabacher
Ethel Schwabacher, née le 20 mai 1903 à New York et morte le 25 novembre 1984 dans la même ville, est une peintre américaine.

## Biographie
Ethel Schwabacher naît le 20 mai 1903 à New York.
Elle étudie brièvement la sculpture avec Anna Hyatt Huntington à l'été 1923. En 1927, elle abandonne la sculpture pour la peinture, et s'inscrit la même année dans la classe de Max Weber à l'Art Students League of New York, date à laquelle elle rencontre Arshile Gorky qui devient son professeur en 1934. En 1934 elle épouse Wolf Schwabacher (en). L'amitié étroite qu'a Ethel Schwabacher envers Arshile Gorky, l'inspire à écrire la première monographie sur lui en 1957.
Ethel Schwabacher meurt le 25 novembre 1984 dans sa ville natale.

### Liens exertnes
- Notices d'autorité :   - VIAF
  - ISNI
  - IdRef
  - LCCN
  - GND
  - WorldCat
- Ressources relatives aux beaux-arts :   - Artists of the World Online
  - Delarge
  - Grove Art Online
  - MutualArt
  - RKDartists
  - Smithsonian American Art Museum
  - Union List of Artist Names